# أحمد بن حبيب الدندن
أحمد بن حبيب بن خميس الدَّنْدَن (ق.1834 - 1893 م) (ق.1250 - 1311 هـ) فقيه جعفري وشاعر سعودي من أهل القرن التاسع عشر الميلادي/ الثالث عشر الهجري. ولد في المبرز بالأحساء ونشأ بها في عائلة معروفة وحسين الدندن هو ابن خاله. تلقى دروسه فيها على يد علمائها وهو من تلامذة هاشم الموسوي الأحسائي. كان أدبيًا وشاعرًا وفقيهًا وله ديوان شعره مفقود. توفي في مسقط رأسه. 

## سيرته
هو أحمد بن حبيب بن خميس الدندن الأحسائي، أو أحمد بن حبيب بن أحمد بن محمد بن خميس بن حسن بن علي. ولد في المبرز بالأحساء ونشأ بها بحدود سنة 1250 هـ/ 1834 م. تلقى دروسه فيها على يد علمائها. وكان من تلامذة هاشم الموسوي الأحسائي، وكان من الملازمين له ومن المقربين لديه، حتى نال رتبة عالية وأصبح من العلماء الجعفريين. وبعد وفاة أستاده هاشم في 1309 هـ، كان يراسل محمد آل عيثان ويسأله عن مسائل فقهية كثيرة.

توفي أحمد الدندن في المبرز سنة 1311هـ، ولم يخلف ذرية. وله شقيق اسمه حسين و حسين الدندن هو ابن خاله.

## شعره
كان أدبيًا وشاعرًا، وله ديوان شعره المخطوط كان موجودًا عند صالح بن سلطان الأحسائي، ولكنه فقد. ذكرت في معجم البابطين عن أسلوبه الشعرية:
من شعره في رثاء حسين بن علي بن أبي طالب:

## وصلات خارجية
- في بوابة الشعراء